# 6th Armored Division (Vereinigte Staaten)
Die 6th Armored Division (deutsch 6. US-Panzerdivision) war eine Einheit der amerikanischen Streitkräfte.

## Geschichte der Einheit

### Normandie
Ihren ersten Einsatz erlebte die Division während der Operation Overlord bei der Landung in der Normandie im Sommer 1944. Die Division, die ca. 250 gepanzerte Fahrzeuge umfasste, die ‚fabrikneu‘ zum Einsatz kamen, war beim Ausbruchsversuch der Amerikaner (Operation Cobra) am zweiten Tag, dem 26. Juli 1944, zum Einsatz vorgesehen.
Voraus ging ihr am Vortag die motorisierte 79th Infantry Division, die die Straße vom Norden entlang der Atlantikküste schon weitgehend freigekämpft hatte. Da die östlich neben ihr vorstoßende 4th Armored Division die letzten gepanzerten SS-Einheiten ‚zerschlagen‘ konnte, kam die Sechste über die Brücke von Coutances schnell voran. Am 29. und 30. Juli 1944 trieb sie ihr Befehlshaber, Generalleutnant George S. Patton, dessen 3. Armee in der Versammlung begriffen war, nach Süden.

„Die 4. Panzer-Division erreichte … am 30. Juli gegen Abend Avranches und gewann, aus Avranches herausfächernd, bei Pontaubault einen Brückenkopf über die Selune. Die Amerikaner standen in der Bretagne.“

„Patton schleuste in 72 Stunden auf dieser einen Straße 7 Divisionen durch.“ Die ungeordnet ankommenden Teileinheiten wurden nach der Brücke im Kreisverkehr in drei verschiedene, gekennzeichnete Richtungen gesandt und konnten sich so wieder sammeln. Die 6. Panzerdivision schlug den Weg nach Westen in Richtung Bretagne ein und rückte zur Hafenstadt Brest vor.

„Die 6. Panzer-Division war am 4. August bereits auf halbem Wege dorthin, wurde aber seit dem vorangegangenen Nachmittag von Middelton (Generalmajor, Kommandierender des VIII. Korps) aufgehalten, der ihrem Kommandeur, Generalmajor G. W. Grow, befohlen hatte, ein Kampfkommando zurückzuschicken, um ein Widerstandsnest bei Dinant zum Schweigen zu bringen. Patton wütete, als er die Kolonne am 4. August haltend antraf, und sagte Grow: ‚Kümmern Sie sich nicht um diesen oder irgendeinen anderen Haltebefehl, solange er nicht von mir selbst kommt. …‘“

Patton beorderte Middelton zurück ins Hauptquartier, der somit kaum mehr Einfluss auf die weiteren Operationen in der Schlacht um die Bretagne nehmen konnte.

### Bretagne
Die verlorenen 24 Stunden konnte die Division jedoch nicht mehr einholen und damit die Hafenstadt nicht mehr unmittelbar einnehmen. Die Deutschen konnten Brest bis zum 18. September 1944 erfolgreich verteidigen.
Da eine längere Belagerung absehbar war, wurde Brest als Nachschubhafen vorerst aufgegeben und die 6. US-Panzerdivision am 12. August in zwei Schüben nach Lorient beordert, um dort die 4. US-Panzerdivision zu ersetzen. Das VIII Corps begann anschließend mit der Entsendung von drei Infanteriedivisionen, um die Festung Brest im zweiten Anlauf zu erobern. Dies waren die 2nd, 8th und 29th Infantry Division.
Die Einsatzgruppe B der 6. US-Panzerdivision rückte am 13. und 14. August von Brest 180 Kilometer bis nach Vannes vor, um dort die Einheiten der 4. US-Panzerdivision abzulösen, die nach Osten verlegt wurden. Am 15. August war die komplette 6. US-Panzerdivision bei Lorient eingetroffen. Die Frontlinie umschloss die Festung Lorient und die Quiberon-Halbinsel im Osten sowie im Westen bis zur Daoulas-Halbinsel. Da auch Lorient belagert werden musste (es hielt sich bis zum 10. Mai 1945) wurden Panzertruppen nicht mehr benötigt.
Die 6. US-Panzerdivision wurde am 10. September von der 94th Infantry Division abgelöst, die die Belagerung fortsetzte, und verlegte nach Osten zur 3. US-Armee.
Die 6. US-Panzerdivision war ab Dezember 1944 an der Abwehr der Ardennen-Offensive beteiligt, überquerte im Frühjahr 1945 bei Oppenheim den Rhein und rückte dann anschließend nach Hessen und Thüringen vor.

## Kommandeure
| Generalmajor William H.H. Morris   | Februar 1942 bis Mai 1943      |
| Generalmajor Robert W. Grow        | Mai 1943 bis 29. April 1945    |
| Brigadegeneral George W. Read, Jr. | 30. April bis 31. Mai 1945     |
| Generalmajor Robert W. Grow        | 1. Juni 1945 bis 30. Juni 1945 |
| Brigadegeneral George W. Read, Jr. | 1. Juli bis 18. September 1945 |